# Pensol
Pensol, okzitanisch Pansòu, ist eine französische Gemeinde im Département Haute-Vienne in der Region Nouvelle-Aquitaine. Sie gehört zum Arrondissement Rochechouart und zum Kanton Rochechouart. Zuständiger Gemeindeverband ist die Communauté de communes Ouest Limousin.

## Geographie
Pensol ist Grenzgemeinde zum Département Dordogne und wird von folgenden 5 Nachbargemeinden umgeben:
| Marval                       | Marval                                      | La Chapelle-Montbrandeix |
|                              | Kompassrose, die auf Nachbargemeinden zeigt | Mialet (Dordogne)        |
| Abjat-sur-Bandiat (Dordogne) | Saint-Saud-Lacoussière (Dordogne)           |                          |

Nach der im Nordosten gelegenen Präfekturstadt Limoges sind es 43 Kilometer. Nontron im Département Dordogne liegt 15 Kilometer weiter südwestlich.
Zur Gemeinde Pensol gehören folgende Weiler, Gehöfte, Mühlen, eine Schmiede und Geländepunkte: Beaulieu, Bois du Theillaud, Chante-Alouette, Forêt de l’Épinassie, La Boucherie, La Forge de Jacques, La Lègerie, La Redoute de Coligny, La Serve, La Tuilerie, Le Bois des Roses, Le Chatain, Le Fermigier (Ruine), Le Moulin, Les Fougères, Les Petites Landes, Les Simoulies, Les Tâches, Masbenat, Masgonty, Masrembert, Mazièras, Sainte-Catherine und Savalou.
Der topographisch tiefste Punkt mit 288 Meter liegt am Bandiat im äußersten Südwesten. Der höchste Punkt mit 382 Meter befindet sich in der Nordostecke an der D 15 bei Les Trois Cerisiers. Die absolute Höhendifferenz beträgt 94 Meter.

### Verkehrsanbindung

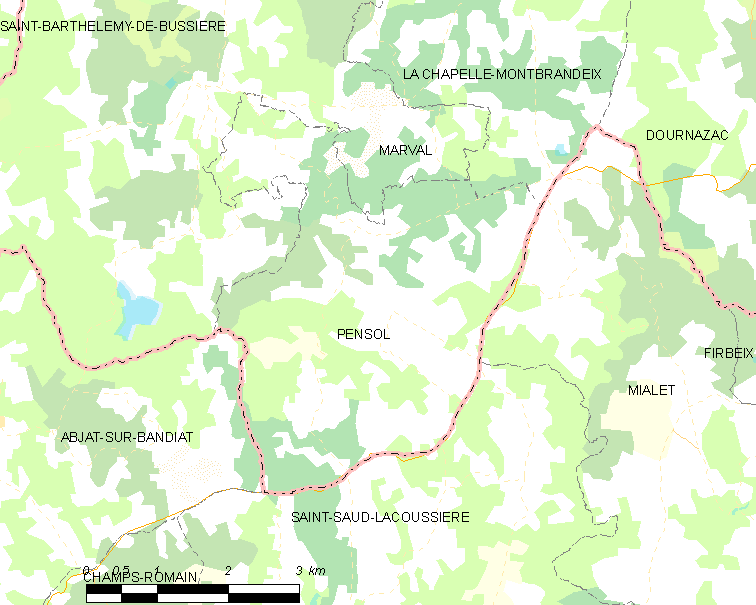
Lagekarte von Pensol

Die Gemeinde Pensol liegt etwas abseits größerer Verkehrsachsen. Am Südostrand des Gemeindegebiets zieht die D 85 bzw. D 6 b von Nontron nach Châlus vorbei, die vom Ortskern aus in Ostrichtung über die D 15 bei Les Trois Cerisiers erreicht wird. Die D 15 führt andererseits nach Nordwesten in Richtung Marval und weiter gen Piégut-Pluviers. Die D 67 verlässt nach Süden den Ortskern in Richtung Saint-Saud-Lacoussière und stellt zugleich einen weiteren Anschluss an die Querverbindung Nontron-Châlus her.

### Fernwanderwege
Mitten durch den Ortskern von Pensol verläuft der Fernwanderweg GR 4 von Royan nach Grasse, der hier mit dem GR 654 zusammenfällt.

## Hydrographie
Durch Pensol fließt der Bandiat nach Südwesten in Richtung Abjat-sur-Bandiat. Der Zentralteil des Gemeindegebiets wird vom Gamoret nach Westen entwässert – ein linker Nebenfluss des Bandiats.

## Geologie

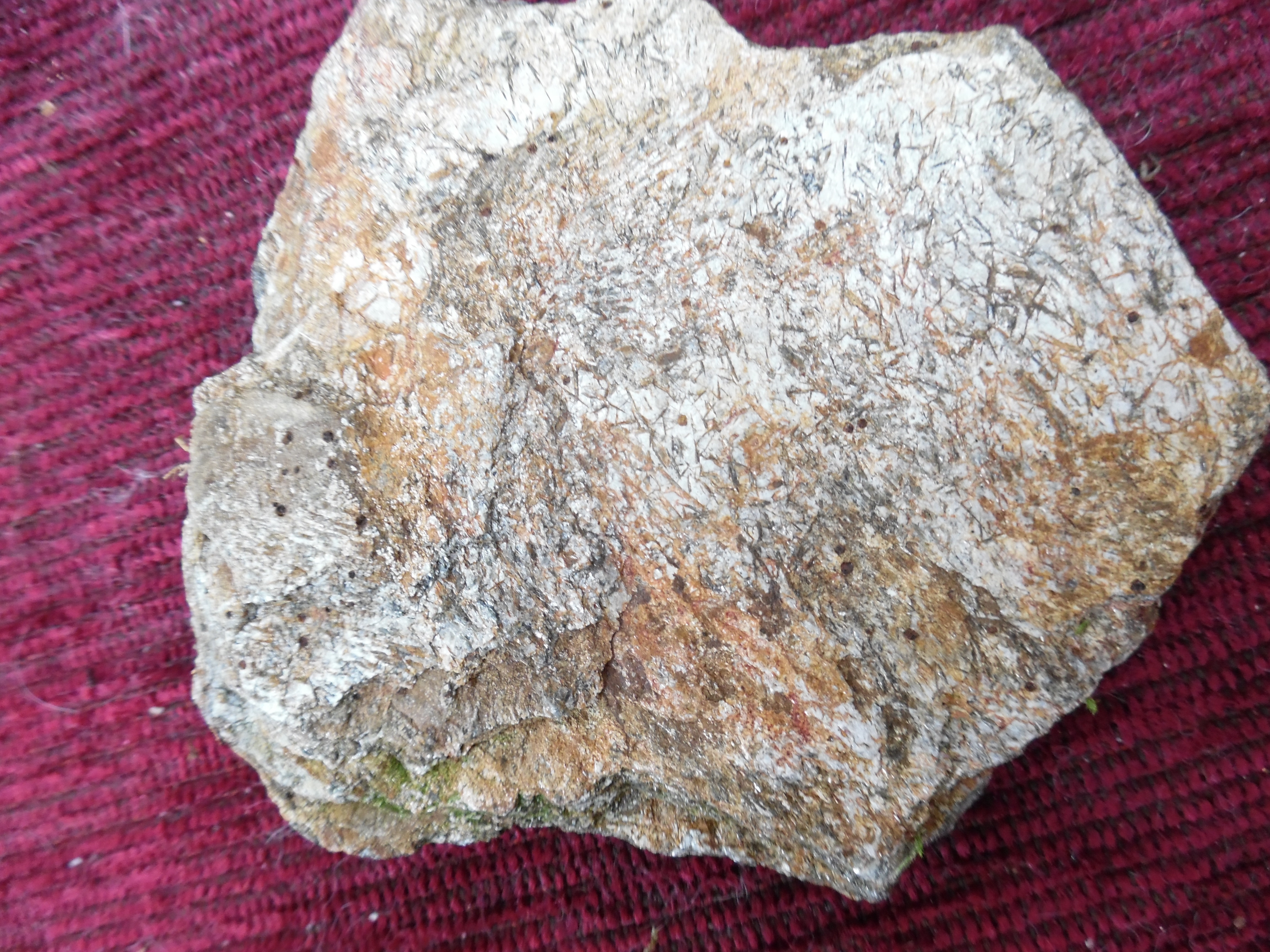
Parautochthoner Glimmerschiefer von Le Theillaud

Die Gemeinde Pensol liegt vollständig auf dem kristallinen, variszischen Grundgebirge des nordwestlichen Massif Central, das hier eine Aufwölbung bildet – den Saint-Mathieu-Dom. Die Domstruktur wird geprägt vom Saint-Mathieu-Leukogranit, der im Oberkarbon in die Glimmerschiefer der Parautochthonen Glimmerschiefereinheit eingedrungen war. Der Ortskern von Pensol liegt auf der grobkörnigen Normalfazies des Leukogranits. Am Westrand bei Les Fougères wird gerade noch der Piégut-Pluviers-Granodiorit in seiner grobkörnigen Normalfazies berührt, der mittels einer Nordnordost-streichenden Störung vom Leukogranit abgetrennt wird. Der Leukogranit tritt im Kontaktbereich der beiden Granitoide in seiner feinkörnigen Fazies auf (Champniers-Reilhac-Leukogranit).
Die parautochthonen Glimmerschiefer nehmen den gesamten Ost- und Südostabschnitt der Gemeinde in Anspruch und erscheinen außerdem in einem isolierten Vorkommen innerhalb des Leukogranits bei La Redoute de Coligny. Ihre Foliation streicht Nord, Nordnordwest bis Nordwest und fällt mit 35 bis 50 Grad nach Ost bzw. Nordost ein. Strecklineare innerhalb der Schieferungsebene zeigen nach Osten. Der Metamorphosegrad steigt nach Südwesten an – hier wurde der Staurolith-Isograd überschritten (Übergang von der Albit- zur Staurolithzone).
Die Störungen im Grundgebirge verlaufen meist Nordnordost-Südsüdwest, gelegentlich wird die Nordost-Richtung eingeschlagen. Letzterer Richtung folgt auch der Kontakt zwischen Leukogranit und Glimmerschiefern im Süden des Ortskerns.

## Ökologie
Die Gemeinde Pensol bildet einen integralen Bestandteil des Regionalen Naturparks Périgord-Limousin.

## Bevölkerungsentwicklung
| Bevölkerungsentwicklung in Pensol | Bevölkerungsentwicklung in Pensol | Bevölkerungsentwicklung in Pensol |
| --------------------------------- | --------------------------------- | --------------------------------- |
| Jahr                              | Einwohner                         |                                   |
| 1962                              | 312                               |                                   |
| 1968                              | 260                               |                                   |
| 1975                              | 237                               |                                   |
| 1982                              | 225                               |                                   |
| 1990                              | 220                               |                                   |
| 1999                              | 177                               |                                   |
| 2006                              | 182                               |                                   |
| 2007                              | 183                               |                                   |
| 2008                              | 184                               |                                   |
| 2013                              | 184                               |                                   |
| 2017                              | 180                               |                                   |

Quelle: INSEE
Die Bevölkerungszahlen der Gemeinde Pensol sind seit 1962 generell rückläufig (Bevölkerungsverlust von 42 Prozent), wobei zwischen 1999 und 2013 eine leichte Trendwende zu beobachten war.

## Bürgermeister

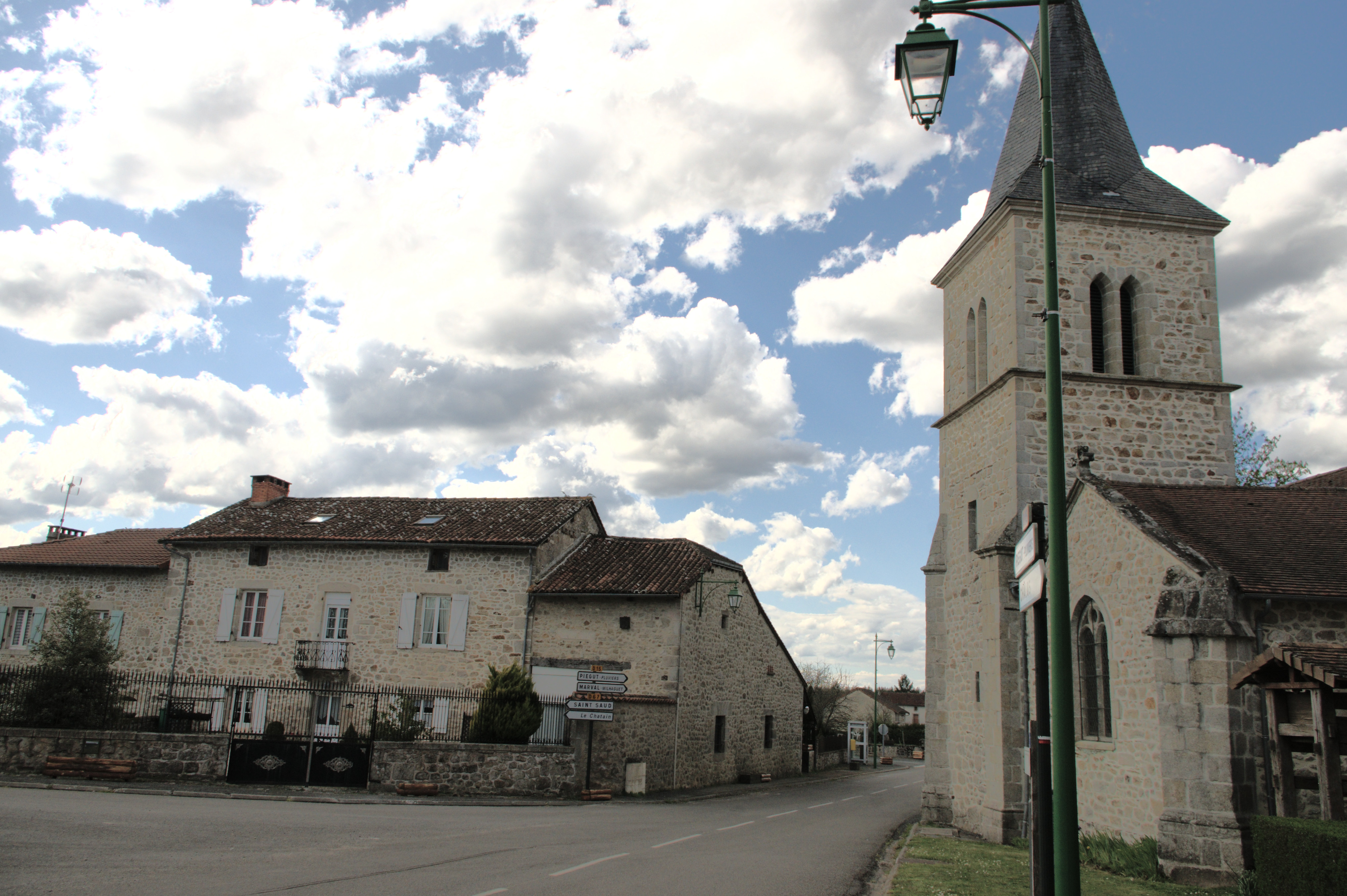
Ortskern von Pensol mit Kirche Saint-Cloud

Bürgermeister von Pensol ist seit März 2016 der parteilose Paul Daniel Brachet.

## Sehenswürdigkeiten
- Kirche Saint-Cloud